# Putilow Stal-5
Die Putilow Stal-5 (russisch Путилов Сталь-5, auch: Stahl-5)  war ein Transportflugzeugprojekt, das ab 1933 in der Sowjetunion entworfen wurde. Im Jahr 1933 begann Alexander Iwanowitsch Putilow mit dem Entwurf eines Nurflügel-Passagierflugzeugs, das ein Maximum an Effizienz erreichen sollte.

## Konstruktion
Der breite rechteckige Mittelteil beherbergte die Kabine und ein vollständig verglastes Cockpit. Der Flügelmittelteil war mit einem S-Schlag-Profil profiliert und an der Hinterkante befand sich das Höhenruder. Begrenzt wurde der Mittelflügel durch die Motorgondeln und Flossen, die nach hinten in die Seitenruder ausliefen. Die verjüngten äußeren Flügel trugen die Querruder und waren teilweise stoffbespannt.
Das Besondere war der Aufbau. Die Struktur sollte wie bei der Stal-2 vollständig aus Edelstahlrohren und Profilen bestehen, die dann mit einer Lage von speziell imprägniertem Sperrholz beplankt werden sollten. Versuchsstrukturen einschließlich eines kompletten Flügelholms wurden gebaut um die neuartige Bauweise zu testen.
Zum Test der Flugeigenschaften wurde eine verkleinerte Version gebaut. Das von zwei 45-PS-Salmson-Motoren angetriebene Flugzeug wurde von W. W. Karpow und Ja. G. Paul im Jahr 1935 getestet. Die Testflüge zeigten eine schlechte Handhabung und mangelnde Flugstabilität. Nachdem verschiedene Änderungen nicht zu besseren Ergebnissen geführt hatten, wurde die weitere Arbeit an dieser unkonventionellen Konstruktion eingestellt.

## Aerodynamik
Letztendlich geht es beim Nurflügel immer darum, das komplette Fluggerät zur Auftriebserzeugung zu nutzen. In ihrem Buch weisen Nickel/Wohlfahrt 1990 explizit auf die „Goldene Regel der Auftriebsverteilung“ hin. Diese lautet: „Was örtlich an Anstellwinkel fehlt kann durch eine größere Flächentiefe in diesem Bereich ausgeglichen werden“. An einem Beispiel verdeutlichen sie dies, indem bei einer Fauvel AV.36 eine Vertiefung des Innenflügels im Höhenruderbereich die Deformation der Auftriebsverteilung durch ein gezogenes Höhenruder erheblich abgemildert würde. Theoretisch ist sogar eine Auslegung möglich, bei der die Auftriebsverteilung gar nicht mehr deformiert wird. Nachrechnungen der Flügelform der Stal-5 ergaben, dass eine optimale elliptische Auftriebsverteilung über einen großen Geschwindigkeitsbereich möglich gewesen wäre. Prinzipiell ist das aerodynamische Konzept der Stal-5 also sehr erfolgversprechend gewesen.

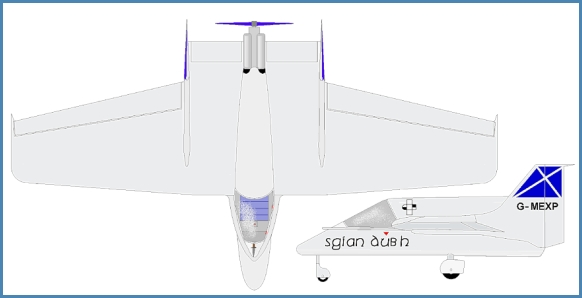
Lorimer Sgian Dubh 1988

1988 entwarf der schottische Amateurflugzeugbauer Hugh Lorimer ein Ultraleichtflugzeug in sehr ähnlicher Auslegung.

## Technische Daten
| Kenngröße             | Daten                                     |
| --------------------- | ----------------------------------------- |
| Besatzung             | 2                                         |
| Passagiere            | 18                                        |
| Länge                 | 12,5 m                                    |
| Spannweite            | 23,0 m                                    |
| Höhe                  |                                           |
| Flügelfläche          | ~120 m²                                   |
| Flügelstreckung       | ~4,4                                      |
| Leermasse             | 1672 kg                                   |
| max. Startmasse       | 8000 kg                                   |
| Höchstgeschwindigkeit |                                           |
| Dienstgipfelhöhe      |                                           |
| Reichweite            |                                           |
| Triebwerke            | 2 × Mikulin AM-34, je 820 PS (ca. 600 kW) |